# کلارا باسیانا
کلارا باسیانا (اسپانیایی: Clara Basiana‎؛ زادهٔ ۲۳ ژانویهٔ ۱۹۹۱) شناگر موزون اهل اسپانیا است.